# Bouřka (divadelní hra)
Bouřka (Oväder) je první ze čtyř komorních her švédského dramatika Augusta Strindberga, z pozdního období jeho tvorby. Drama vzniklo v lednu a začátkem února roku 1907.
Cyklus komorních her, do nichž patří Bouřka, Spáleniště, Strašidelná sonáta a Pelikán, byly napsány pro Intimní divadlo (Intima teatern), které August Strindberg založil s hercem Augustem Falckem v roce 1907.
Hry byly koncipovány jako dramatická obdoba hudebních komorních skladeb s malým rozsahem, dějovou sevřeností a menším počtem postav.
Ve hrách postupně sílí autorův pesimismus a mizantropie, nejvíc viditelné v posledních dvou dramatech cyklu. Motivy, které v těchto
hrách nabývají groteskních a absurdních rozměrů se vyskytují už v Bouřce.

## Postavy
- Pán – vysoký úředník ve výslužbě
- Bratr – konzul
- Cukrář Starck
- Agnes – cukrářova dcera
- Gerda – bývalá manželka Pána, znovu vdaná.
- Fischer – Gerdin nový manžel, němá postava.

## Děj
Příběh se odehrává se v nájemním domě. V přízemí žije pán odloučený od světa. Udržuje vztah pouze se svým bratrem a cukrářem. Pán žije uprostřed vlastních falešných vzpomínek. Uchyluje se do samoty v naději, že prožívá pokojný podzim svého života.
Zpočátku klidná nálada předjímá ticho před bouří. Do domu se stěhují Fischerovi, představující značně rušivý element. Pán zjišťuje, že Fischerova žena je ve skutečnosti jeho exmanželka. Bouře nastane, když Fischer uteče s cukrářovou mladou dcerou Agnes a násilně s sebou vezme i dceru pána a Gerdy.
Gerda a pán jsou nuceni spolupracovat. Agnes se nakonec vrací domů. Pánova exmanželka najde svou dcerou a odjíždí s ní ke své matce na venkov. Bouře je zažehnána.
Tato komorní hra je výjimečná svou poetičností a realistickými rysy. Je o člověku, který překonává svou minulost, skrze přítomnost. Filozofie víry a existencialismu se prolíná s prostými osudy postav v jakémsi předbouřkovém šeru. Po vyhrocení situace nastane klid. Bouřka zdánlivě končí šťastně a hrdinové mají možnost začít žít svůj život znovu.. Nakonec se v blízkosti domu symbolicky rozsvítí lucerny.

## Ohlasy a kritika
Drama vyšlo tiskem v prosinci roku 1907 u příležitosti premiéry v Intimním divadle 30.12.1907. Představení nebylo příliš zdařilé, s jednoznačně pozitivní odezvou se setkala až inscenace v Novém intimním divadle v režii M. Stillera 15.3.1915.

## České překlady
- Josef Jedlička: Blýskavice 1919[1]
- F.O. Dostál: Blýskání na časy 1922[1]
- Zbyněk Černík: Bouřka 2004[1]

## Česká uvedení
- Intimní (Švandovo) divadlo v Praze, premiéra 1919, od názvem Blýskavice [1]
- Brněnské Národní divadlo (v budově Reduty), premiéra 1919, režie: Jaroslav Auerswald [1]